# Bruno Manoel Marinho
Bruno Manoel Marinho, född 5 juli 1984 i Pouso Alegre, är en brasiliansk före detta fotbollsspelare. 
Marinho kom till Åtvidabergs FF 2008, där han spelade resten av sin karriär. Han följde klubben från Allsvenskan och Superettan. Den 31 juli 2015 tvingades han avsluta sin spelarkarriär på grund av en knäskada.